# Health
Health je alternativní rocková hudební skupina založená v roce 2006 v Los Angeles. Skupinu zformoval kytarista a zpěvák Jake Duzsik, basista a zpěvák John Famiglietti, Jupiter Keyes, Benjamin Jared Miller.

## Diskografie

### Studiová alba
- Health (Lovepump United, 2007)
- Get Color (Lovepump United, 2009)
- Death Magic (Loma Vista, 2015)
- Vol. 4: Slaves of Fear (Loma Vista, 2019)
- Disco 4: Part I (Loma Vista, 2020)
- Disco 4: Part II  (Loma Vista, 2022)
- Rat Wars (Loma Vista, 2023)

### Remixová alba
- Health//Disco (Lovepump United, 2008)
- Health::Disco2 (Lovepump United, 2010)
- Disco3 (Loma Vista, 2017)
- Disco3+ (Loma Vista, 2017)
- Disco4+ (vlastním nákladem, 2021)

### 7"
- 2007 Crystal Castles vs. Health – Crimewave – Trouble Records (#9 UK indie singles charts)
- 2007 Crystal Castles//Health 7" Split – Lovepump United
- 2008 Perfect Skin + RMX 7 Inch – Suicide Squeeze
- 2008 Heaven + RMXS 12 Inch – Flemish Eye
- 2008 Triceratops//Lost Time + RMXS 12 Inch – Tough Love Records
- 2008 //M\\ 7 Inch – No Pain In Pop